# Rio São Lourenço (Rio Grande do Sul)
O rio São Lourenço é um rio brasileiro do estado do Rio Grande do Sul.